# Kathedraal van Sheffield
De kathedraal van Sheffield (volledig: kathedraal van Sint-Petrus en Sint-Paulus) is een anglicaanse kathedraal in Sheffield, Engeland, en de bisschopszetel van het bisdom Sheffield.

## Geschiedenis
De huidige kathedraal stamt uit ongeveer 1200. In 1266 brandde het gebouw grotendeels af tijdens de oorlog van Simon V van Montfort tegen de Engelse kroon. In 1280 werd een nieuwe kerk gebouwd, om in de 15e eeuw nog eens herbouwd te worden. Oorspronkelijk was de kerk gewijd aan Sint-Petrus. Vanaf de reformatie zou de kerk echter gewijd zijn aan de Heilige Drie-eenheid. Vanaf de 19e eeuw zou de kathedraal echter weer aan Petrus worden gewijd, nu samen met Paulus. Sinds 1914 heeft de kerk de kathedrale status.

## Trivia
- Op Witte Donderdag 2015 werd de kathedraal van Sheffield door Elizabeth II bezocht voor de traditionele Royal Maundydienst.